# 浅尾慶一郎
浅尾 慶一郎（あさお けいいちろう、1964年〈昭和39年〉2月11日 - ）は、日本の政治家。自由民主党所属の参議院議員（3期）、環境大臣（第33代・第34代）、内閣府特命担当大臣（原子力防災）。
衆議院議員（3期）、みんなの党代表（第2代）、同幹事長（第2代）、同政策調査会長（初代）、参議院財政金融委員長などを歴任した。

## 来歴
東京都出身。栄光学園中学校・高等学校、東京大学法学部卒業。1987年、大学を卒業し日本興業銀行に入行。1992年、アメリカ合衆国スタンフォード大学経営大学院を修了し、経営学修士号（MBA）を取得した。1992年から1995年まで日本興業銀行本店プロジェクトファイナンス担当。1995年、新進党が実施した候補者公募に応募し、合格したため日本興業銀行を退職した。
1996年の第41回衆議院議員総選挙に新進党公認で神奈川4区から出馬し、旧民主党前職の中島章夫の得票は上回ったものの自由民主党公認の飯島忠義の後塵を拝し、次点で落選（新進党は一部の例外を除き、重複立候補を認めていなかったため比例復活はできなかった）。1997年、新進党の解党に伴い、新党友愛の結党に参加し、1998年に民主党に合流した。
1998年、第18回参議院議員通常選挙に民主党公認（公明及び改革クラブ (1998-2002)推薦）で神奈川県選挙区（定数3）から出馬し、得票数トップで初当選を果たした。2002年6月よりワットマン監査役を務める。2004年の第20回参議院議員通常選挙で再選（得票数2位）。同年、参議院財政金融委員長に就任した。2005年9月から2006年3月まで、前原誠司民主党代表の下に設置された次の内閣でネクスト外務大臣を務める。
2009年の第45回衆議院議員総選挙に際し、参院議員を辞職した上で衆議院神奈川4区から立候補したい意向を示していたが、民主党本部は元逗子市長の長島一由を公認。浅尾は神奈川8区からの立候補を党側から提案されたが、これを拒否。7月24日、民主党に離党届を提出し、再度神奈川4区からの出馬を明言した。民主党は離党届を受理せず、同日付で浅尾に除籍処分を下した。8月8日、みんなの党の結党に参加。同党公認で神奈川4区から出馬し、選挙区では民主党公認の長島一由に敗れたが、重複立候補していた比例南関東ブロックで復活した（総選挙への立候補に伴い、公示日の8月18日に参院議員を自動失職）。当選後、みんなの党政策調査会長に就任。
2012年12月の第46回衆議院議員総選挙では、みんなの党公認で神奈川4区から出馬し、京都2区から国替えした自由民主党の山本朋広らを破り、再選。2013年4月より、みんなの党選挙対策委員長を兼任する。同年8月、党運営をめぐり更迭された江田憲司の後任のみんなの党幹事長に起用され、さらに翌2014年4月、党首であった渡辺喜美がDHCから借用金8億円を受け取っていた問題を受け、立党以来就任していた代表職を辞任したことを受け同党代表選挙に立候補、他に立候補者がおらず無投票でみんなの党第2代党代表に就任することとなった。
みんなの党の解散を決定し、2014年11月に解散となった。みんなの党解散時、結党時に国庫から交付されていた政党交付金の残余額を返還した。なお、政党解散時の政党交付金返還を行ったのは、国内ではみんなの党が初めてであった。2014年12月の第47回衆議院議員総選挙では、無所属で神奈川4区から出馬し、当選した。
2015年1月、地域政党「神奈川みんなの改革」を結成し、代表に就任する。
2016年10月、自由民主党の衆議院院内会派に参加。2017年9月27日、自由民主党に入党。
2017年10月の総選挙では自民党は神奈川4区に山本朋広を公認したため、浅尾は自民党籍を持ちながらも無所属での出馬となり、分裂選挙となった。10月22日の投開票の結果、立憲民主党の早稲田夕季、山本に続く3位の得票数に終わり、落選した。
2021年10月の総選挙でも、再び無所属で神奈川4区から出馬。前回同様の自民分裂選挙となり、自民党公認の山本を1万6000票以上も上回る得票を得たものの、立憲民主党の早稲田に次ぐ次点にとどまり前回に続き落選した。
2022年1月、同年7月の参院選に自民党公認候補として神奈川県選挙区からの出馬が内定し、甘利明や河野太郎ら県内の麻生派議員の支援を受け、7月10日の投開票の結果当選した。同年10月6日、麻生派に入会した。
2024年1月26日、参議院議院運営委員長に就任。
同年9月27日に行われた自由民主党総裁選挙においては、河野太郎の推薦人を務めた。
同年10月1日、同日発足した第1次石破内閣において、環境大臣、内閣府特命担当大臣（原子力防災）として初入閣した。同年11月11日に発足した第2次石破内閣において環境大臣、内閣府特命担当大臣（原子力防災）に留任。
2025年5月21日、江藤拓が失言により農林水産大臣を辞任したため、同日、後任に小泉進次郎が就任するまでの間、臨時代理を兼任した。

## 政策・主張

### 憲法
- 憲法の改正について、2012年のアンケートでは「どちらかと言えば賛成」[18]、2014年のアンケートでは「賛成」[19]、2017年のアンケートでは「どちらかと言えば賛成」[20]と回答。改正すべき項目として、2014年のアンケートでは「その他」「憲法改正の手続」「二院制」の3つを[19]、2017年のアンケートでは「二院制」「緊急事態条項」「憲法改正の手続」の3つを[20]それぞれ挙げた。
- 日本国憲法の全面的改訂の可能性について研究、討議を行う議員連盟「自主憲法研究会」で顧問を務める。

### 外交・安全保障
- 集団的自衛権の行使の容認について、2012年のアンケートでは「どちらかと言えば賛成」と回答し[18]、2014年のアンケートでは集団的自衛権の行使を認める閣議決定を「どちらかと言えば評価する」とした[19]。2017年のアンケートでは集団的自衛権の行使を認める安全保障関連法案の成立を「評価する」とした[20]。
- 北朝鮮問題では、1999年に日本から北朝鮮への輸出規制強化及びその関連法の整備を主張し[21]、外為送金を停止する法律の改正の必要性を主張。また2009年には2012年までに北朝鮮が核放棄を行わない場合、日本の敵基地攻撃能力の保有を検討するよう主張した[22]。
- 2011年に開かれた民団の新年会に出席し、「日韓がしっかりと連携していくことが、この地域における平和を維持していくことにつながっていく」と述べた[23]。
- 他国からの攻撃が予想される場合には先制攻撃もためらうべきではない、との考えに、どちらかと言えば賛成[18][19][20]。
- 日本の防衛力はもっと強化すべき、との考えに、どちらかと言えば賛成[18][19][20]。

### 歴史認識
- 日本維新の会に対して、「維新が党の統一見解として（先の大戦が）侵略だったとまとめることが（関係を取り戻す）最低限の条件だ」と述べた[24]。
- 田母神俊雄が参考人として招致された[注 1]2008年11月11日の参議院外交防衛委員会において、社民党の山内徳信、公明党の浜田昌良らと共に参加し、「組織的に勧めたことはないと言っておりますが、自衛隊のどなたに紹介をしたのか」と質問をした[25]。また、都知事選に立候補した田母神俊雄の応援演説をした百田尚樹に対して、NHK経営委員の辞任を求めた[26]。

### 政治制度
- 首相公選制の導入に賛成[18]。
- 道州制の導入に賛成[18]。

### 税制
- 消費税率を10%に引き上げることに、どちらかと言えば賛成[20]。
- 消費税増税に先行して、歳入庁の設立を主張している[27]。
- 法人税率の引き下げに賛成[19]。

### 経済
- デフレーション経済の状況下におけるインフレターゲットの導入を主張している[27]。
- アベノミクスを評価する[20]。
- 格差の是正を優先するよりも、社会的格差が多少あっても経済競争力の向上を優先すべきとの考えに「どちらかと言えば近い」と回答[19][20]。
- 社会福祉など政府のサービスが悪くなっても、お金のかからない小さな政府の方が良い、との考えに「どちらかと言えば賛成」と回答[18]。

### エネルギー政策
- 原子力規制委員会の審査に合格した原発は再稼働させるべきとの考えについて、2014年のアンケートでは「反対」[19]、2017年のアンケートでは「どちらかと言えば賛成」[20]と回答。
- いますぐ原発を廃止すべきとの考えについて、2014年のアンケートでは「どちらかと言えば賛成」[19]、2017年のアンケートでは「どちらとも言えない」[20]と回答。

### 社会・教育
- 年金制度改革については社会保険庁による記録漏れの問題を指摘し、社会保険庁・国税庁の統廃合による一体化を提案している[27]。
- ヘイトスピーチを法律で規制することに賛成[19]。
- 共謀罪の成立を評価する[20]。
- 2013年11月26日、特定秘密保護法案の採決で賛成票を投じた[28]。しかし2014年のアンケートでは、特定秘密保護法の成立を評価するかを問われ「どちらとも言えない」と回答した[19]。
- 外国人労働者の受け入れについて、2012年および2014年のアンケートでは「どちらかと言えば賛成」[18][19]、2017年のアンケートでは「どちらとも言えない」と回答[20]。
- 「1000万人移民受け入れ構想」の提唱者に名を連ね、移民受け入れを積極的に主張している[29]。
- 選択的夫婦別姓制度の導入に賛成[19][20]。

## 人物
- ジャーナリストの田原総一朗から献金を受けている[30]。
- 2013年3月1日に行われた「環太平洋連携協定 (TPP) 交渉促進議員連盟 設立総会」に参加した[31]。
- 日本国際フォーラム参与[32]を務める。

## 選挙歴
| 当落 | 選挙                     | 執行日         | 年齢 | 選挙区         | 政党       | 得票数     | 得票率 | 定数 | 得票順位 /候補者数 | 政党内比例順位 /政党当選者数 |
| ---- | ------------------------ | -------------- | ---- | -------------- | ---------- | ---------- | ------ | ---- | ------------------ | ---------------------------- |
| 落   | 第41回衆議院議員総選挙   | 1996年10月20日 | 32   | 神奈川県第4区  | 新進党     | 3万8725票  | 20.95% | 1    | 2/6                | /                            |
| 当   | 第18回参議院議員通常選挙 | 1998年07月12日 | 34   | 神奈川県選挙区 | 民主党     | 64万463票  | 17.96% | 3    | 1/15               | /                            |
| 当   | 第20回参議院議員通常選挙 | 2004年07月11日 | 40   | 神奈川県選挙区 | 民主党     | 85万6504票 | 23.38% | 3    | 2/7                | /                            |
| 比当 | 第45回衆議院議員総選挙   | 2009年08月30日 | 45   | 神奈川県第4区  | みんなの党 | 7万728票   | 30.15% | 1    | 2/5                | 1/1                          |
| 当   | 第46回衆議院議員総選挙   | 2012年12月16日 | 48   | 神奈川県第4区  | みんなの党 | 10万632票  | 48.70% | 1    | 1/4                | /                            |
| 当   | 第47回衆議院議員総選挙   | 2014年12月14日 | 50   | 神奈川県第4区  | 無所属     | 9万1063票  | 48.12% | 1    | 1/4                | /                            |
| 落   | 第48回衆議院議員総選挙   | 2017年10月22日 | 53   | 神奈川県第4区  | 無所属     | 5万1495票  | 26.70% | 1    | 3/4                | /                            |
| 落   | 第49回衆議院議員総選挙   | 2021年10月31日 | 57   | 神奈川県第4区  | 無所属     | 6万3687票  | 31.47% | 1    | 2/5                | /                            |
| 当   | 第26回参議院議員通常選挙 | 2022年07月10日 | 58   | 神奈川県選挙区 | 自由民主党 | 54万4597票 | 13.31% | 4    | 4/15               | /                            |

## 出演
- 浅尾慶一郎のさわやかトーク・カフェ
- きみの声をとどけたい[注 2]

## 所属団体・議員連盟
- 日本会議国会議員懇談会[33]
- 自主憲法研究会（顧問）
- 国際連帯税創設を求める議員連盟
- 国際地政学研究所（顧問）[34]

## 支援団体
- 全国たばこ販売政治連盟（組織推薦候補者）[35]

## 親族
- 父・浅尾新一郎 - 元駐イタリア大使・国際交流基金理事長
- 祖父・浅尾新甫 - 元日本郵船社長
- 祖父・三谷隆信 - 元駐フランス大使・侍従長
- 曽祖父・浅尾長慶 - 元衆議院議員
- 曽祖父・樋口秀雄 - 元衆議院議員
- 曽祖父・長尾半平 - 元衆議院議員
- 大伯父・三谷隆正 - 法学者
- 大叔父・山谷省吾 - 聖書学者
- 大叔父・川西實三 - 内務官僚
- 従叔父・川西進 - 英文学者
- 伯父・三谷信 - 実業家
- 伯父・井口武夫 - 外交官
- 叔父・鮎川弥一 - 実業家
- 従兄・鮎川純太 - 実業家